# Ernst Baumeister
Ernst Baumeister (Bécs, 1957. január 22. –) válogatott osztrák labdarúgó, középpályás, edző.

## Pályafutása

### Klubcsapatban
Az SV Wienerfeld korosztályos csapatában kezdte a labdarúgást. 1974 és 1987 között az Austria Wien labdarúgója volt. 1987 és 1989 között az Admira Wacker, 1990-ben a Kremser SC, 1990 és 1992 között a LASK Linz játékosa volt. Az Austria csapatával nyolc bajnoki címet és négy osztrák kupagyőzelmet nyert.

### A válogatottban
1978 és 1988 között 39 alkalommal szerepelt az osztrák válogatottban és egy gólt szerzett. Tagja volt az 1978-as argentínai és az 1982-es spanyolországi világbajnokságon  részt vevő csapatnak.

### Edzőként
2000-ben az Austria Wien, 2002-ben az SV Pasching vezetőedzője volt egy átmeneti időre. 2006–07-ben, 2008-ban, 2015–16-ban és 2017-től az Admira Wacker Mödling vezetőedzője volt. Közben 2008-ban az Union Mauer szakmai munkáját irányította.

## Sikerei, díjai
Austria Wien
- Osztrák bajnokság
  - bajnok (8): 1975–76, 1977–78, 1978–79, 1979–80, 1980–81, 1983–84, 1984–85, 1985–86
- Osztrák kupa
  - győztes (4): 1977, 1980, 1982, 1986
- Kupagyőztesek Európa-kupája (KEK)
  - döntős: 1977–78